# W65T
W65T（だぶりゅーろくごーてぃー）は、東芝および東芝モバイルコミュニケーション社（現・FCNT）が日本国内向けに開発した、auブランドを展開するKDDIおよび沖縄セルラー電話のCDMA 1X WIN（後のau 3G）対応携帯電話である。

## 概要
W54T以来のスライド型で、回転式のセレクター「スピーディーコントローラ」が搭載されている点などがD902iS以降の三菱電機製のスライド機種によく似ている。ワンセグが搭載されており、東芝製の液晶テレビ「REGZA」で録画したものをメモリーカードに書き出し、視聴することが出来る。
メインディスプレイには2.8インチの有機ELが使われているが、同時に発表されたEXILIMケータイ W63CAやWoooケータイ W63Hで採用された高解像度のワイドVGAではなく、従来通りのワイドQVGAである。
また、本端末は業界としては世界初にして最高ビットレートとなるAAC-LC・320kbpsによる高音質の携帯電話向け新音楽配信サービスの「着うたフルプラス」に初めて対応した音声用端末でもある。
東芝製CDMA 1X WIN機種としては2008年度までの従来型番（W**）が与えられた最後の端末でもある。

## 沿革
- 2008年（平成20年）10月10日 - テュフ・ラインランド・ジャパンより設計認証 。
- 2008年10月27日 - KDDI、および東芝より公式発表。
- 2008年11月20日 - 沖縄地区にて発売。
- 2008年11月21日 - 北海道、東北、北陸、関西、中国、四国、九州地区にて発売。
- 2008年11月22日 - 関東地区にて発売。
- 2009年（平成21年）4月 - 販売終了。
- 2012年（平成24年）7月22日 - L800MHz帯（旧800MHz・CDMA Bandclass 3）エリアによる音声・データ通信サービスの停波によりそれ以降はN800MHz（新800MHz帯・CDMA Bandclass 0 Subclass 2）帯エリア、および2GHz（CDMA Bandclass 6）帯エリアの各音声・データ通信サービスで利用する事となる。
- 2022年3月31日 - 同キャリアにおける3Gサービスの完全終了・停波により、当機種は全て使用不可となる[2][3]。

## 対応サービス
| 主な対応サービス                                       | 主な対応サービス                 | 主な対応サービス                                             | 主な対応サービス                        |
| ------------------------------------------------------ | -------------------------------- | ------------------------------------------------------------ | --------------------------------------- |
| au LISTEN MOBILE SERVICE                               | LISMOビデオクリップ              | LISMO Video                                                  | EZ「着うたフル」 EZ「着うたフルプラス」 |
| au BOX                                                 | ワイヤレスミュージック           | au Smart Sports Run & Walk Karada Manager カロリーカウンター | EZナビウォーク 3D・声de入力対応         |
| EZ助手席ナビ                                           | 安心ナビ                         | 災害時ナビ                                                   | ナカチェン                              |
| EZアプリ FullGame! Bluetooth対戦                       | EZアプリ(BREW)                   | オープンアプリプレイヤー                                     | PCサイトビューアー                      |
| EZケータイアレンジ アレンジメニュー                    | au oneガジェット                 | じぶん銀行アプリ                                             | EZ・FM                                  |
| EZチャンネル EZチャンネルプラス EZニュースフラッシュ   | Touch Message                    | EZFeliCa                                                     | ケータイ de PCメール                    |
| デコレーションメール 絵しゃべりメール ラッピングメール | デコレーションアニメ             | au one メール                                                | 緊急通報位置通知                        |
| ワンセグ                                               | グローバルパスポート (CDMA・GSM) | 赤外線通信 (irSimple)                                        | Bluetooth                               |

## 不具合
2009年2月25日に以下の不具合の修正がケータイアップデートにより行われた。
- データフォルダのデータが参照できず、読み込みに失敗する場合がある
- 動画の再生・ワンセグの視聴・カメラの撮影時に、画面 (ピクトなど) が点滅する場合がある

2009年5月14日に以下の不具合の修正がケータイアップデートにより行われた。
- EZwebで情報量が多いサイトなど特定のサイトを利用中に電源のリセットやキー操作を受付けない状態になる場合がある

2009年9月17日に以下の不具合の修正がケータイアップデートにより行われた。
- SSLサイトで大きなファイルアップロードを行うと時々接続が切断される場合がある

## 注
1. ↑  2012年7月23日より利用不可
2. ↑  auの3Gサービス「CDMA 1X WIN」が2022年3月末をもって終了　VoLTE非対応4G LTE端末も対象 - ITmedia 2018年11月16日
3. ↑  「CDMA 1X WIN」サービスの終了について - KDDI 2018年11月16日